# Chạm vào tim em
Chạm vào tim em (tiếng Hàn: 진심이 닿다; Romaja: Jinsimi Data) là một bộ phim truyền hình Hàn Quốc năm 2019 với sự tham gia của Yoo In-na và Lee Dong-wook. Được phát triển bởi Studio Dragon  và được sản xuất bởi Mega Monster  và Zium Content dựa trên tiểu thuyết web cùng tên được xuất bản lần đầu năm 2016 bởi KakaoPage, nó được phát sóng trên tvN từ ngày 6 tháng 2 đến ngày 28 tháng 3 năm 2019.

## Tóm tắt
Nữ diễn viên hàng đầu Oh Jin-shim, người có nghệ danh Oh Yun-seo, có một vụ bê bối gây thiệt hại cho sự nghiệp của cô, khiến cô mất việc trong hai năm. Để có được vai diễn trong một bộ phim truyền hình lớn sắp tới, cô đồng ý lấy kinh nghiệm tại một công ty luật, làm thư ký cho một luật sư tên là Kwon Jung-rok. Cuối cùng, họ yêu nhau và những sự kiện sau đây tạo thành mấu chốt của câu chuyện.

## Diễn viên

### Chính
- Yoo In-na vai Oh Jin-shim / Oh Yoon-seo (nghệ danh) (39 tuổi)

Một ngôi sao hàng đầu mất danh tiếng sau khi bị lôi kéo vào vụ bê bối với một chaebol thế hệ thứ ba. Để trở lại bằng cách tham gia dự án của một nhà văn nổi tiếng, cô đóng vai thư ký của Jung-rok.
- Lee Dong-wook trong vai Kwon Jung-rok (35 tuổi)

Một luật sư ưu tú tham công tiếc việc luôn thắng kiện và quan tâm sâu sắc đến danh tiếng của công ty mình.
- Lee Sang-woo trong vai Kim Se-won (35 tuổi)

Người bạn thân nhất của Jung-rok, một công tố viên ưu tú.
- Son Sung-yoon trong vai Yoo Yeo-reum (35 tuổi)

Một công tố viên, người mà Jung-rok đã phải lòng. Cô và Se-won hẹn hò ở trường, nhưng anh đã làm tan vỡ trái tim cô.

### Vai phụ

#### Công ty luật Always
- Oh Jung-se trong vai Yeon Joon-kyu

CEO của Công ty luật Always. Một người hâm mộ cuồng nhiệt của Yun-seo
- Shim Hyung-tak trong vai Choi Yoon-hyuk

Luật sư tư vấn ly hôn
- Park Kyung-hye vai Dan Moon-hee

Một luật sư bảo vệ dân sự thẳng thắn và trung thực.
- Park Ji-hwan trong vai Lee Do-seob

Một thư ký
- Jang So-yeon trong vai Yang Eun-ji

Một thư ký pháp lý mười năm.
- Kim Hee-jung trong vai Kim Hae-young

Một trợ lý thư ký pháp lý. Cô ấy rất quan tâm đến cuộc sống riêng tư của mọi người.

#### Những người xung quanh Jin-shim
- Lee Jun-hyeok trong vai Yeon Jun-suk

Một giám đốc công ty đã phát hiện và biến Jin-shim thành một nữ diễn viên 
- Oh Eui-sik vai Kong Hyuk-joon

Quản lý của Jin-shim.
- Jay trong vai Lee Kang-joon.

Một chaebol và người theo dõi Jin-shim. Phó chủ tịch của một công ty nổi tiếng - người đẩy Jin-shim vào bê bối ma túy

#### Văn phòng công tố quận Seoul
- Kim Chae-eun trong vai Lee Joo-young

### Các nhân vật khác
- Kim Soo-jin
- Kim Koo-taek
- Lee Hyun-gyun
- Kim Hee-chang
- Na Cheol
- Park Yoon
- Jin So-yeon
- Min Jung-seob
- Son Se-bin
- Park Yong
- Kim Nam-hee
- Hong Seo-joon
- Lee Yoon-sang
- Ji Sung-geun
- Kim Kyung-ryong
- Kim Ki-moo
- Kim Kwan-soo
- Seol Chang-hee
- Yoo Eun-mi

### Khách mời xuất hiện đặc biệt
- Park Seul-gi với tư cách là chủ nhà (tập. 1)
- Jang Ki-yong là một diễn viên (tập. 1) [19]
- Hwang Chan-sung là một người giao hàng (tập 3,5)
- Hwang Seung-eon (tập. 4)
- Kim Wook (tập. 4)
- Jo Soo-min trong vai Kim Yoon-ha (tập. 3)
- Hwang Bo-ra (tập, 7)
- Lee Jong-hwa trong vai Lee Jong-hwa, luật sư thực tập (tập. 8, 10, 13 và 14)
- Park Ji-il trong vai Kwon Jae-bok, cha của Jung-rok (tập. 10)
- Song Kang là một người giao hàng (tập. 13)
- Moon Ji-hoo trong vai Jeong-do

## Sản xuất
- Ngôi sao chính Yoo In-na và Lee Dong-wook trước đây từng đóng chung với nhau trong loạt phim năm 2016 :Guardian: The Lonely and Great God.[9]
- Vai nam chính lần đầu tiên được đề nghị cho Jung Kyung-ho.[20]
- Buổi đọc kịch bản đầu tiên của các diễn viên được tổ chức vào ngày 27 tháng 11 năm 2018 tại trụ sở của Studio Dragon ở Sangam-dong, Seoul, bộ phim được tiến hành quay trong 1 tháng sau đó.[21][22]
- Nam diễn viên Shin Dong-wook ban đầu được chọn cho vai Kim Se-won, nhưng sau đó đã rút lui khỏi loạt tranh cãi giữa những tranh cãi xung quanh các khiếu nại gian lận và một vụ kiện sau đó.[23] Vai diễn sau đó được thay thế bởi nam diễn viên Lee Sang-woo.[24]

## Nhạc phim
Part 1
| Phát hành 7 tháng 2 năm 2019 | Phát hành 7 tháng 2 năm 2019 | Phát hành 7 tháng 2 năm 2019        | Phát hành 7 tháng 2 năm 2019        | Phát hành 7 tháng 2 năm 2019 | Phát hành 7 tháng 2 năm 2019 |
| STT                          | Nhan đề                      | Phổ lời                             | Phổ nhạc                            | Nghệ sĩ                      | Thời lượng                   |
| ---------------------------- | ---------------------------- | ----------------------------------- | ----------------------------------- | ---------------------------- | ---------------------------- |
| 1.                           | "Make It Count"              | ZigZag Note, Kang Myung-shin, moonc | ZigZag Note, Kang Myung-shin, moonc | Chen (EXO)                   | 3:27                         |
| 2.                           | "Make It Count" (Inst.)      |                                     | ZigZag Note, Kang Myung-shin, moonc |                              | 3:27                         |
| Tổng thời lượng:             | Tổng thời lượng:             | Tổng thời lượng:                    | Tổng thời lượng:                    | Tổng thời lượng:             | 6:54                         |

Part 2
| Phát hành 14 tháng 2 năm 2019 | Phát hành 14 tháng 2 năm 2019 | Phát hành 14 tháng 2 năm 2019 | Phát hành 14 tháng 2 năm 2019 | Phát hành 14 tháng 2 năm 2019 | Phát hành 14 tháng 2 năm 2019 |
| STT                           | Nhan đề                       | Phổ lời                       | Phổ nhạc                      | Nghệ sĩ                       | Thời lượng                    |
| ----------------------------- | ----------------------------- | ----------------------------- | ----------------------------- | ----------------------------- | ----------------------------- |
| 1.                            | "Oh? Truly!" (Oh? 진심!)      | J Rabbit                      | Jung Da-woon                  | J Rabbit                      | 2:42                          |
| 2.                            | "Oh? Truly!" (Inst.)          |                               | Jung Da-woon                  |                               | 2:42                          |
| Tổng thời lượng:              | Tổng thời lượng:              | Tổng thời lượng:              | Tổng thời lượng:              | Tổng thời lượng:              | 5:24                          |

Part 3
| Phát hành 22 tháng 2 năm 2019 | Phát hành 22 tháng 2 năm 2019 | Phát hành 22 tháng 2 năm 2019 | Phát hành 22 tháng 2 năm 2019 | Phát hành 22 tháng 2 năm 2019 | Phát hành 22 tháng 2 năm 2019 |
| STT                           | Nhan đề                       | Phổ lời                       | Phổ nhạc                      | Nghệ sĩ                       | Thời lượng                    |
| ----------------------------- | ----------------------------- | ----------------------------- | ----------------------------- | ----------------------------- | ----------------------------- |
| 1.                            | "What If Love"                | Baek Chan                     | Baek Chan DJ Kayvon           | Wendy (Red Velvet)            | 3:41                          |
| 2.                            | "What If Love" (Inst.)        |                               | Baek Chan DJ Kayvon           |                               | 3:41                          |
| Tổng thời lượng:              | Tổng thời lượng:              | Tổng thời lượng:              | Tổng thời lượng:              | Tổng thời lượng:              | 7:22                          |

Part 4
| Phát hành 28 tháng 2 năm 2019 | Phát hành 28 tháng 2 năm 2019 | Phát hành 28 tháng 2 năm 2019 | Phát hành 28 tháng 2 năm 2019 | Phát hành 28 tháng 2 năm 2019 | Phát hành 28 tháng 2 năm 2019 |
| STT                           | Nhan đề                       | Phổ lời                       | Phổ nhạc                      | Nghệ sĩ                       | Thời lượng                    |
| ----------------------------- | ----------------------------- | ----------------------------- | ----------------------------- | ----------------------------- | ----------------------------- |
| 1.                            | "Be Your Star" (마음을 담아)  | Lee Jong-soo Na Byung-soo     | Lee Jong-soo Na Byung-soo     | Seoryoung, Lena (GWSN)        | 4:01                          |
| 2.                            | "Be Your Star" (Inst.)        |                               | Lee Jong-soo Na Byung-soo     |                               | 4:01                          |
| Tổng thời lượng:              | Tổng thời lượng:              | Tổng thời lượng:              | Tổng thời lượng:              | Tổng thời lượng:              | 8:02                          |

Part 5
| Phát hành 7 tháng 3 năm 2019 | Phát hành 7 tháng 3 năm 2019 | Phát hành 7 tháng 3 năm 2019 | Phát hành 7 tháng 3 năm 2019       | Phát hành 7 tháng 3 năm 2019 | Phát hành 7 tháng 3 năm 2019 |
| STT                          | Nhan đề                      | Phổ lời                      | Phổ nhạc                           | Nghệ sĩ                      | Thời lượng                   |
| ---------------------------- | ---------------------------- | ---------------------------- | ---------------------------------- | ---------------------------- | ---------------------------- |
| 1.                           | "Good Night"                 | Jae Wonpil                   | Jae Wonpil MAJORCODE Moon Ssng-sun | Jeong Se-woon                | 4:00                         |
| 2.                           | "Good Night" (Inst.)         |                              | Jae Wonpil MAJORCODE Moon Ssng-sun |                              | 4:00                         |
| Tổng thời lượng:             | Tổng thời lượng:             | Tổng thời lượng:             | Tổng thời lượng:                   | Tổng thời lượng:             | 8:00                         |

Part 6
| Phát hành 13 tháng 3 năm 2019 | Phát hành 13 tháng 3 năm 2019             | Phát hành 13 tháng 3 năm 2019 | Phát hành 13 tháng 3 năm 2019 | Phát hành 13 tháng 3 năm 2019 | Phát hành 13 tháng 3 năm 2019 |
| STT                           | Nhan đề                                   | Phổ lời                       | Phổ nhạc                      | Nghệ sĩ                       | Thời lượng                    |
| ----------------------------- | ----------------------------------------- | ----------------------------- | ----------------------------- | ----------------------------- | ----------------------------- |
| 1.                            | "At The End Of Your Left Hand" (왼손끝에) | Lee Jong-soo Na Byung-soo     | Lee Jong-soo Na Byung-soo     | Park Bo-ram                   | 4:08                          |
| 2.                            | "At The End Of Your Left Hand" (Inst.)    |                               | Lee Jong-soo Na Byung-soo     |                               | 4:08                          |
| Tổng thời lượng:              | Tổng thời lượng:                          | Tổng thời lượng:              | Tổng thời lượng:              | Tổng thời lượng:              | 8:16                          |

Part 7
| Phát hành 21 tháng 3 năm 2019 | Phát hành 21 tháng 3 năm 2019 | Phát hành 21 tháng 3 năm 2019 | Phát hành 21 tháng 3 năm 2019 | Phát hành 21 tháng 3 năm 2019 | Phát hành 21 tháng 3 năm 2019 |
| STT                           | Nhan đề                       | Phổ lời                       | Phổ nhạc                      | Nghệ sĩ                       | Thời lượng                    |
| ----------------------------- | ----------------------------- | ----------------------------- | ----------------------------- | ----------------------------- | ----------------------------- |
| 1.                            | "Photographs"                 | Jayins                        | Jayins                        | 1415                          | 3:40                          |
| 2.                            | "Photographs" (Inst.)         |                               | Jayins                        |                               | 3:40                          |
| Tổng thời lượng:              | Tổng thời lượng:              | Tổng thời lượng:              | Tổng thời lượng:              | Tổng thời lượng:              | 7:20                          |

Part 8
| Phát hành 28 tháng 3 năm 2019 | Phát hành 28 tháng 3 năm 2019 | Phát hành 28 tháng 3 năm 2019 | Phát hành 28 tháng 3 năm 2019 | Phát hành 28 tháng 3 năm 2019 | Phát hành 28 tháng 3 năm 2019 |
| STT                           | Nhan đề                       | Phổ lời                       | Phổ nhạc                      | Nghệ sĩ                       | Thời lượng                    |
| ----------------------------- | ----------------------------- | ----------------------------- | ----------------------------- | ----------------------------- | ----------------------------- |
| 1.                            | "Falling Down"                | Hana ( Gugudan ) Wkly         | Ng Kai Ming                   | Hana (Gugudan)                | 3:33                          |
| 2.                            | "Falling Down" (Inst.)        |                               | Ng Kai Ming                   |                               | 3:33                          |
| Tổng thời lượng:              | Tổng thời lượng:              | Tổng thời lượng:              | Tổng thời lượng:              | Tổng thời lượng:              | 7:06                          |

| Disc 2: | Disc 2:               | Disc 2:         | Disc 2:    |
| STT     | Nhan đề               | Artist          | Thời lượng |
| ------- | --------------------- | --------------- | ---------- |
| 1.      | "Excellent"           | Lee Song Su     | 2:38       |
| 2.      | "Curious Magic"       | Lee Song Su     | 2:42       |
| 3.      | "Wait"                | Lee Song Su     | 1:57       |
| 4.      | "Life Work"           | Lee Song Su     | 2:26       |
| 5.      | "Moonlight"           | Lee Song Su     | 4:01       |
| 6.      | "Afternoon"           | Hyun Joong Yoon | 2:03       |
| 7.      | "Starlight"           | Hyun Joong Yoon | 2:55       |
| 8.      | "Guy"                 | Hyun Joong Yoon | 2:07       |
| 9.      | "Joyful"              | Hyun Joong Yoon | 1:45       |
| 10.     | "High Heel"           | Hyun Joong Yoon | 2:12       |
| 11.     | "Cute Curiosity"      | Yang Sung woo   | 2:14       |
| 12.     | "Littile Maiden"      | Yang Sung woo   | 2:05       |
| 13.     | "A life of Beauty"    | Yang Sung woo   | 3:27       |
| 14.     | "Romantic Feeling"    | Yang Sung woo   | 2:29       |
| 15.     | "Duck"                | Jung Won        | 1:36       |
| 16.     | "Amusement Park"      | Kyu Chong Won   | 2:01       |
| 17.     | "All Crazy"           | Kyu Chong Won   | 2:09       |
| 18.     | "We are screwed"      | Kyu Chong Won   | 1:56       |
| 19.     | "New Day"             | Kyu Chong Won   | 3:04       |
| 20.     | "Caramel Macchiato"   | Kim Samuel      | 2:09       |
| 21.     | "My Heart goes"       | Kim Samuel      | 1:57       |
| 22.     | "Elegance Cooking"    | Kim Samuel      | 2:05       |
| 23.     | "Dancing Shoes"       | Kim Samuel      | 1:58       |
| 24.     | "Puzzle"              | Kim Samuel      | 2:29       |
| 25.     | "Do ASAP"             | Lee Soo Jin     | 1:45       |
| 26.     | "Arabian Night"       | Cho Hun Kyung   | 1:57       |
| 27.     | "I Like You"          | Kim Ho Jang     | 2:13       |
| 28.     | "What are you doing?" | Kim Ho Jang     | 1:57       |
| 29.     | "Funky Man"           | Seo Seong Won   | 1:34       |

## Tỉ suất người xem
| Mùa | Mùa | Số tập | Số tập | Số tập | Số tập | Số tập | Số tập | Số tập | Số tập | Số tập | Số tập | Số tập | Số tập | Số tập | Số tập | Số tập | Số tập | Trung bình |
| Mùa | Mùa | 1      | 2      | 3      | 4      | 5      | 6      | 7      | 8      | 9      | 10     | 11     | 12     | 13     | 14     | 15     | 16     | Trung bình |
| --- | --- | ------ | ------ | ------ | ------ | ------ | ------ | ------ | ------ | ------ | ------ | ------ | ------ | ------ | ------ | ------ | ------ | ---------- |
|     | 1   | 1249   | 1119   | 1027   | 956    | 985    | 965    | 1163   | 1083   | 841    | 845    | 888    | 925    | 873    | 771    | 836    | 895    | 964        |

| 1 | 6 tháng 2 năm 2019  | 4.736% | 5,125% |
| 2 | 7 tháng 2 năm 2019  | 4,583% | 5.629% |
| 3 | 13 tháng 2 năm 2019 | 4,153% | 4,688% |
| 4 | 14 tháng 2 năm 2019 | 3,670% | 4.236% |
| 5 | 20 tháng 2 năm 2019 | 4,052% | 4.909% |
| 6 | 21 tháng 2 năm 2019 | 3,949% | 4,678% |
| 7 | 27 tháng 2 năm 2019 | 4.386% | 4.802% |
| 8 | 28 tháng 2 năm 2019 | 4.234% | 4,477% |
| 9 | 6 tháng 3 năm 2019  | 3,731% | 4,125% |
| 10 | 7 tháng 3 năm 2019  | 3,904% | 4.256% |
| 11 | 13 tháng 3 năm 2019 | 3,833% | 4,050% |
| 12 | 14 tháng 3 năm 2019 | 3,669% | 4.282% |
| 13 | 20 tháng 3 năm 2019 | 3,745% | 4,055% |
| 14 | 21 tháng 3 năm 2019 | 3,727% | 4,27%  |
| 15 | 27 tháng 3 năm 2019 | 3.335% | 3.558% |
| 16 | 28 tháng 3 năm 2019 | 3,804% | 4,576% |
| Trung bình | Trung bình          | 3.969% | 4.483% |
| - Trong bảng trên đây, số màu xanh biểu thị cho tỷ lệ người xem thấp nhất và số màu đỏ biểu thị cho tỷ lệ người xem cao nhất:. - Bộ phim này được phát sóng trên hệ thống các kênh truyền hình cáp/trả phí nên số lượng người xem thấp hơn so với truyền hình miễn phí (ví dụ như KBS, SBS, MBC hay EBS). |                     |        |        |

## Phát sóng quốc tế
- Indonesia, Malaysia, Singapore - tvN Châu Á [28]
- Myanmar - Myanmar National TV
- Philippines - ABS-CBN (ngày 25 tháng 11 năm 2019 - ngày 3 tháng 1 năm 2020)
- Trung Đông và Bắc Phi - MBC 4
- Trên toàn thế giới, ngoại trừ Hàn Quốc - Netflix
- Chile - tiêu đề. Un lugar en tu Corazón (tháng 3, 2019)
- Indonesia - Trans TV

## Giải thưởng và đề cử
| Năm  | Giải thưởng                                  | Đề cử                              | Người nhận     | Kết quả   | Chú thích. |
| ---- | -------------------------------------------- | ---------------------------------- | -------------- | --------- | ---------- |
| 2019 | Korea Drama Awards (12th)                    | Excellence Award, Actress          | Yoo In-na      | Đề cử     | [ 29 ]     |
| 2019 | 27th Korean Culture and Entertainment Awards | Excellence Award, Actor in a Drama | Shim Hyung-tak | Đoạt giải | [ 30 ]     |